# Daniel Muck (Musiker)

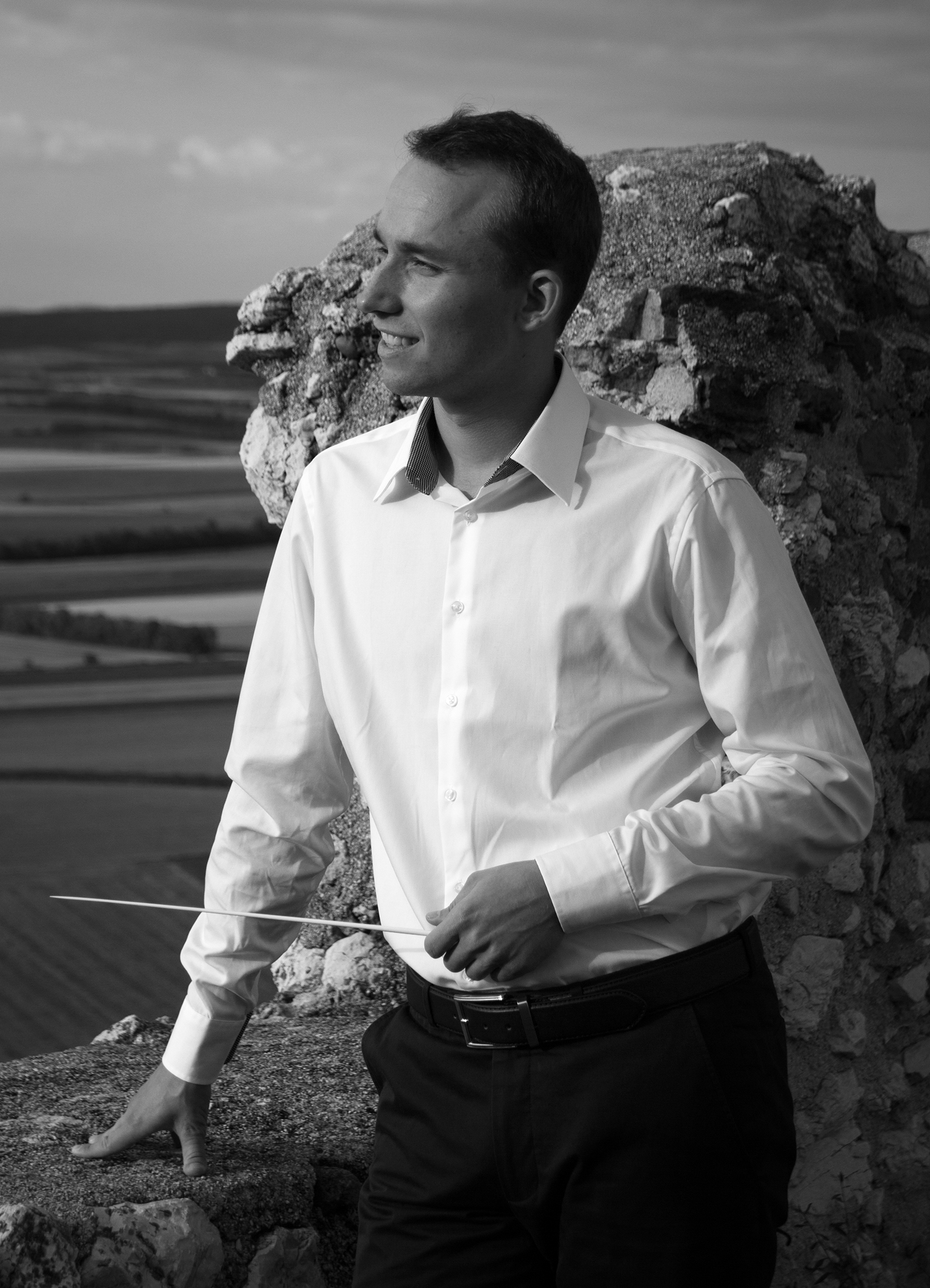
Daniel Muck, Staatzer Berg 2015

Daniel Muck (* 13. November 1990 in Wien) ist ein österreichischer Dirigent und Komponist.

## Musikalische Laufbahn
Seine musikalische Ausbildung begann er an der Musikschule Staatz in Violine, Kontrabass, Tenorhorn und Schlagwerk. Nach dem Besuch des Musikgymnasiums in Wien schloss er 2015 sein Kontrabass-Konzertfach-Studium an der Universität für Musik und darstellende Kunst Wien ab.
Mit 16 Jahren übernahm er die Leitung der Jugendkapelle Staatz, wo er bis 2015 Kapellmeister war. Er war von 2013 bis 2023 Dirigent des Sinfonischen Jugendblasorchesters Wien, von 2016 bis 2020 Chef der Jungen Bläserphilharmonie Niederösterreich und von 2018 bis 2023 Chefdirigent des Jugendsinfonieorchesters Wien.
Mit 14 Jahren begann er zu komponieren. Im Sommer 2009 war er als Auftragskomponist und Gastdirigent mit der Austrian Brass Band beim Klassikfestival auf Schloss Kirchstetten tätig und brachte dort im Juli 2013 gemeinsam mit dem Brno Philharmonic Orchestra seine Symphonie Nr. 1 „Limes“ zur Uraufführung. 2021 arbeitete er wiederum mit dem Brünner Orchester zusammen und nahm dort gemeinsam mit Pianisten Karl Eichinger sein Klavierkonzert unter dem Label Gramola auf.
Er wurde ebenso beauftragt, Solokonzerte für folgende österreichische Orchester-Musiker zu schreiben: Posaunenkonzert für Wolfgang Strasser (Wiener Staatsoper), Bassposaunenkonzert für Mark Gaal (Wiener Philharmoniker) und Tuba-Konzert für Rainer Huss (Radio-Symphonieorchester). Daneben war er als Arrangeur u. a. für Phil Blech Wien, das Polizeiorchester Bayern und die Wiener Philharmoniker tätig.
Muck bekam drei Kompositionspreise des österreichischen Komponistenbundes, den Anerkennungspreis des Landes Niederösterreich und einen Preis durch die Dr. Ernst Koref Stiftung verliehen. Seine Werke wurden u. a. im Wiener Musikverein, im Porgy & Bess, im Wiener Konzerthaus, in Grafenegg, im Brucknerhaus Linz, bei den Salzburger Festspielen, bei der Mid Europe, im Konzerthaus Berlin und in der Carnegie Hall New York gespielt. Produktionen als Dirigent und Arrangeur mit Solisten wie Natalia Ushakova, Piotr Beczała, Ryan Speedo Green oder den Wiener Sängerknaben. Gast-Dirigate beim Orchester der Technischen Universität Wien und beim Jugendsinfonieorchester Niederösterreich.
Er gewann 2013 den Respighi Prize des Chamber Orchestra of New York. Im Juli 2014 war er Gast-Dirigent beim Youth Orchestra of Central Jersey und erhielt im darauffolgenden Herbst den Sonderpreis beim internationalen Busan Maru Musikfestival in Südkorea. Im Dezember 2014 feierte er sein Debüt in der Carnegie Hall New York und gewann im Jänner 2015 den Brazosport Original Composition Contest in Texas. 2016 wurde er beim Strauß Contest „BePhilharmonic“ (Wiener Philharmoniker) als Preisträger prämiert.
Von 2016 bis 2024 unterrichtete Muck als Lehrbeauftragter für Blasorchester am Franz-Schubert-Institut der Universität für Musik und darstellende Kunst in Wien sowie von 2024 bis 2025 als Lektor für Tonsatz am Institut für Musikwissenschaft an der Universität Wien. 2025 wurde er als Dozent für Blasorchesterleitung an der Joseph-Haydn-Privathochschule des Landes Burgenland bestätigt.
Von 2021 bis 2024 übernahm er die musikalische Leitung des Jeunesse Orchestercamps in Maria Zell und begründete gemeinsam mit Mozart-Musikschul-Direktor Harald Schuh im Februar 2022 die Waldviertler Symphoniker.

## Werke (Auswahl)

### Bühnenwerk
- Ballett: Das verwunschene Schloss

### Filmmusik
- Stummfilm: Das Heidemädchen von Kröllendorf

### Sinfonie-Orchester
- Symphonie Nr. 1 „LIMES“
- Symphonie Nr. 2 „National-Park“
- CERES – Historia Planetulae
- ERIS – Historia Planetulae
- Musikgymnasium Wien Fanfare
- BRAN – Schloss Dracula
- BLACK ICE – Glatteis
- Der Nibelungenbrunnen zu Tulln

### Blasorchester
- Silvanus
- Wizard Overture
- Magicus
- ATRA FEMINA – Die schwarze Frau zu Staatz
- Dancing Bubble (nach einem Kunstwerk von JaniJanJ.)
- Sonus Industriae – Der Klang der Industrie
- The Light Stone
- Multa Nocte – In tiefer Nacht
- EXIT
- AURA – snatch to the past (nach einem Kunstwerk von JaniJanJ.)
- DELOS
- STAATZ
- Minor Planets
- Capitolinus

### Solo-Konzerte mit Orchester
- Concerto for Jazz Trio
- Concerto for Rockband
- Concerto for Trombone
- BASSIC – Concerto for Double Bass
- Concerto for Bass-Trombone
- Concerto for Tuba
- DUPLEX - Double Concerto for Tenor- and Bass-Trombone
- UNA für Violine, Trommel und Orchester
- Concerto for Piano

### Vokalwerke
- MISSA NOVA für Chor und Orgel/Ensemble/Orchester
- Halleluja für Chor, Orgel und Orchester
- De Baptismo für Sologesang und Orgel
- Moonlight für Sologesang, Chor, Band und Orchester

### Kammermusik
- MouseCatch
- ARANEUM
- Oraculum Apollonis
- Come together (nach einem Kunstwerk von JaniJanJ.)
- Monumentum
- Triumvirat
- Suite for Flute
- Invention Nr. 1, Nr. 2, Nr. 3